# Chiquita Brands International

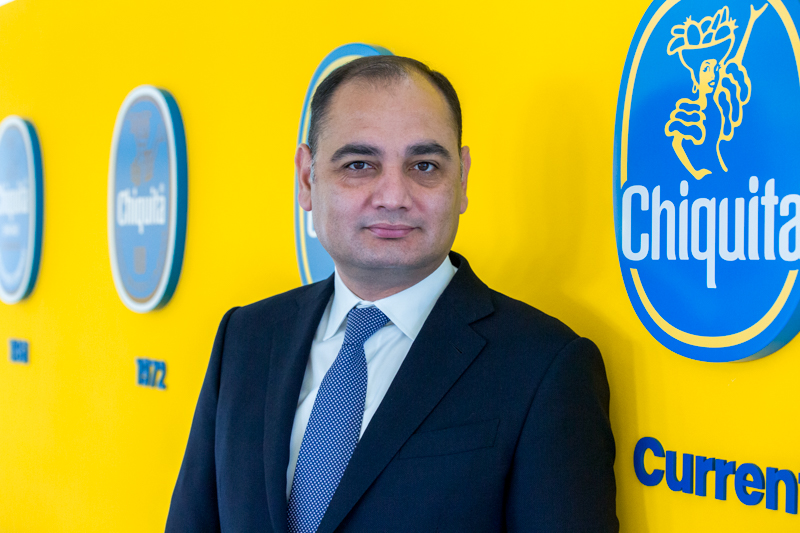
Carlos López Flores, Präsident von Chiquita

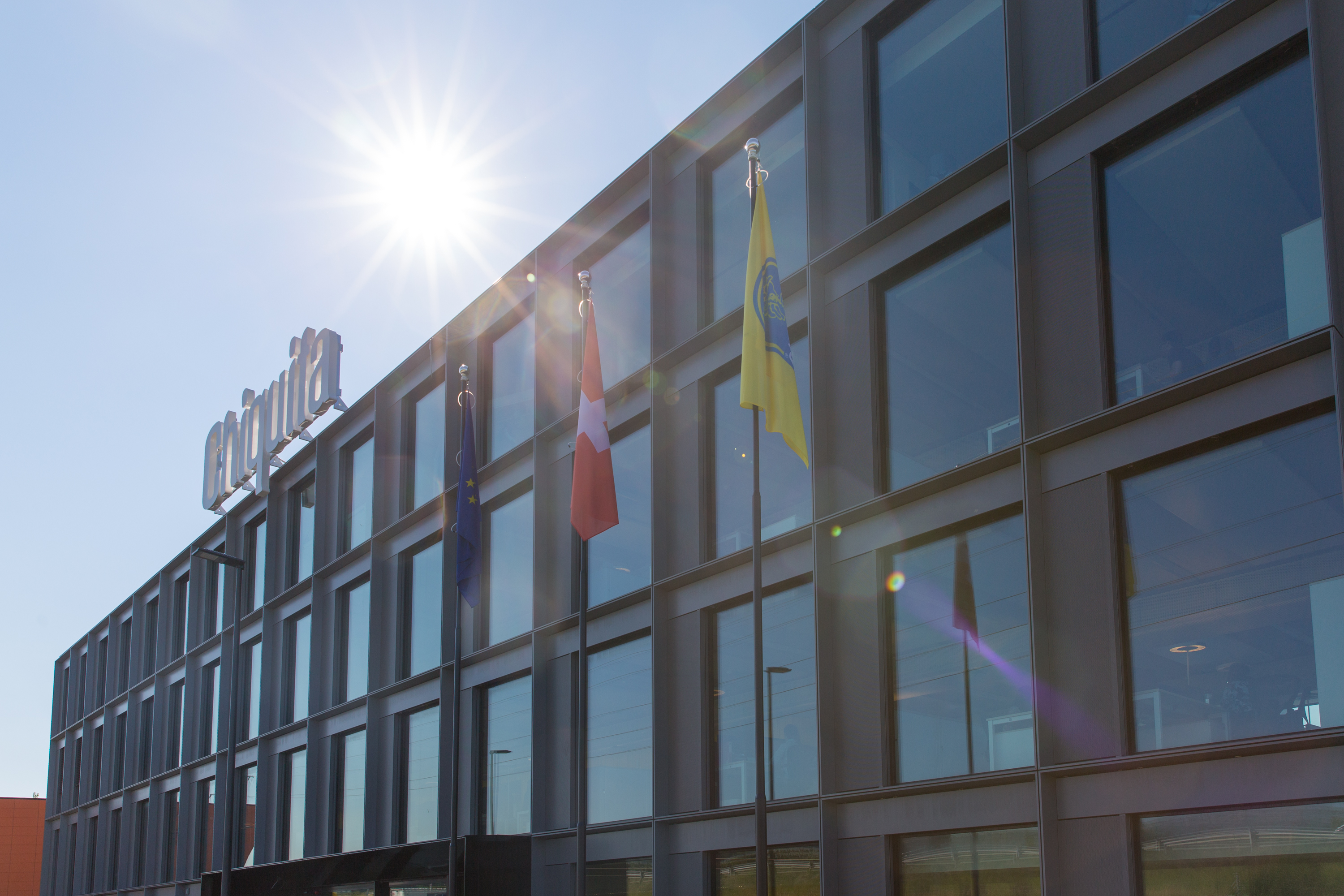
Neues Chiquita Hauptquartier in Etoy, Schweiz

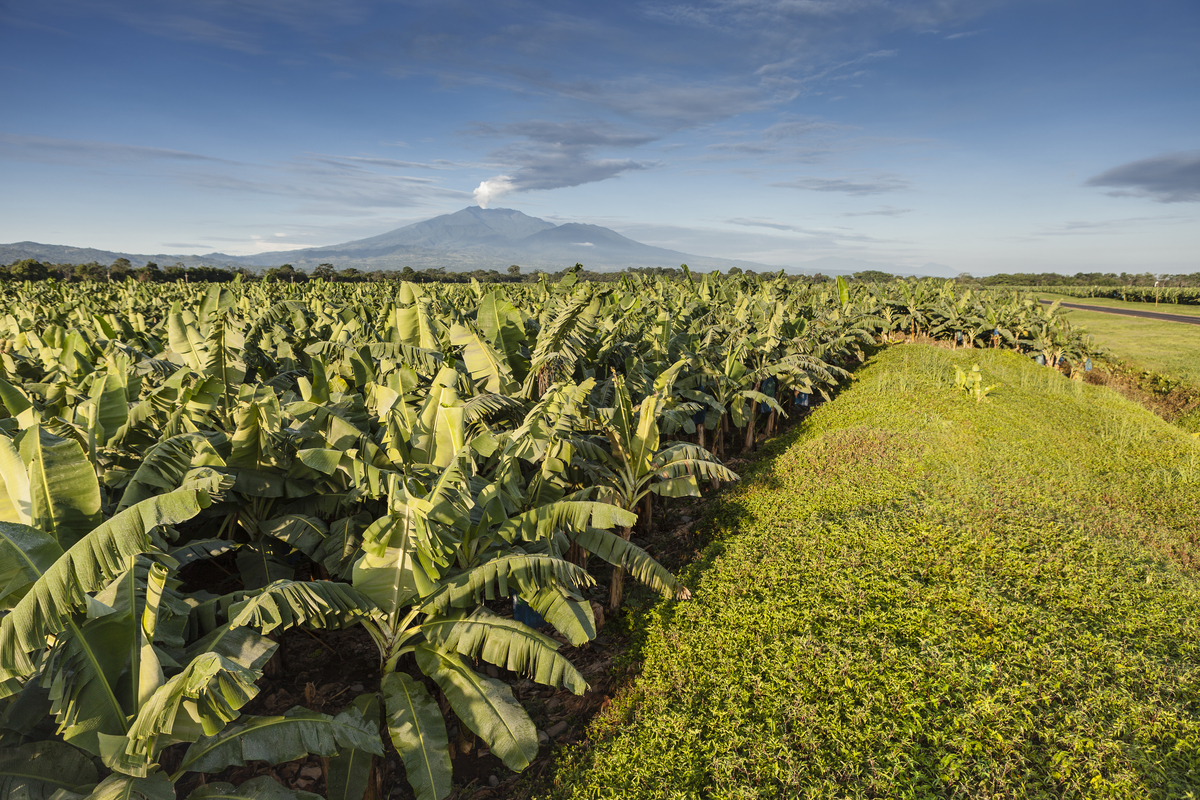
Chiquita-Bananenplantage in Costa Rica, im Hintergrund der Vulkan Turrialba

Chiquita Brands International Sàrl, 1899 als United Fruit Company (UFC, auch UFCO) gegründet, ist eine US-amerikanisch-schweizerische Fruchthandelsgesellschaft und einer der größten Bananenexporteure der Welt. Durch den Anbau von Bananen und anderen tropischen Früchten im globalen Süden erreichte das Unternehmen in den USA und Europa große wirtschaftliche Erfolge. Heute vermarktet es darüber hinaus verschiedene andere Obst- und Gemüsesorten und ist in über 70 Ländern aktiv. Die Geschichte des Unternehmens ist geprägt durch die neokoloniale Ausbeutung von Menschen in den Produktionsländern, weitreichende politische Einflussnahme und die Unterstützung diktatorischer Regime und Gruppen zur Sicherung des eigenen Geschäfts. Der Name „Chiquita“ bedeutet auf Deutsch „kleines Mädchen“, ist aber im Spanischen auch als liebevolle Anrede für eine Frau üblich. Nachdem die Bananenlieferungen für den deutschen Markt und verschiedene Länder Nordeuropas in den vergangenen Jahrzehnten überwiegend über den Seehafen in Bremerhaven abgewickelt worden waren, hat Chiquita seine Lieferwege Anfang 2018 neu organisiert und beliefert Deutschland und Nordeuropa seither über den niederländischen Seehafen in Vlissingen. Das Unternehmen hat zwei Hauptsitze, einen europäischen in Etoy, Schweiz, und einen US-amerikanischen in Fort Lauderdale.

## Geschichte

### Frühe Geschichte

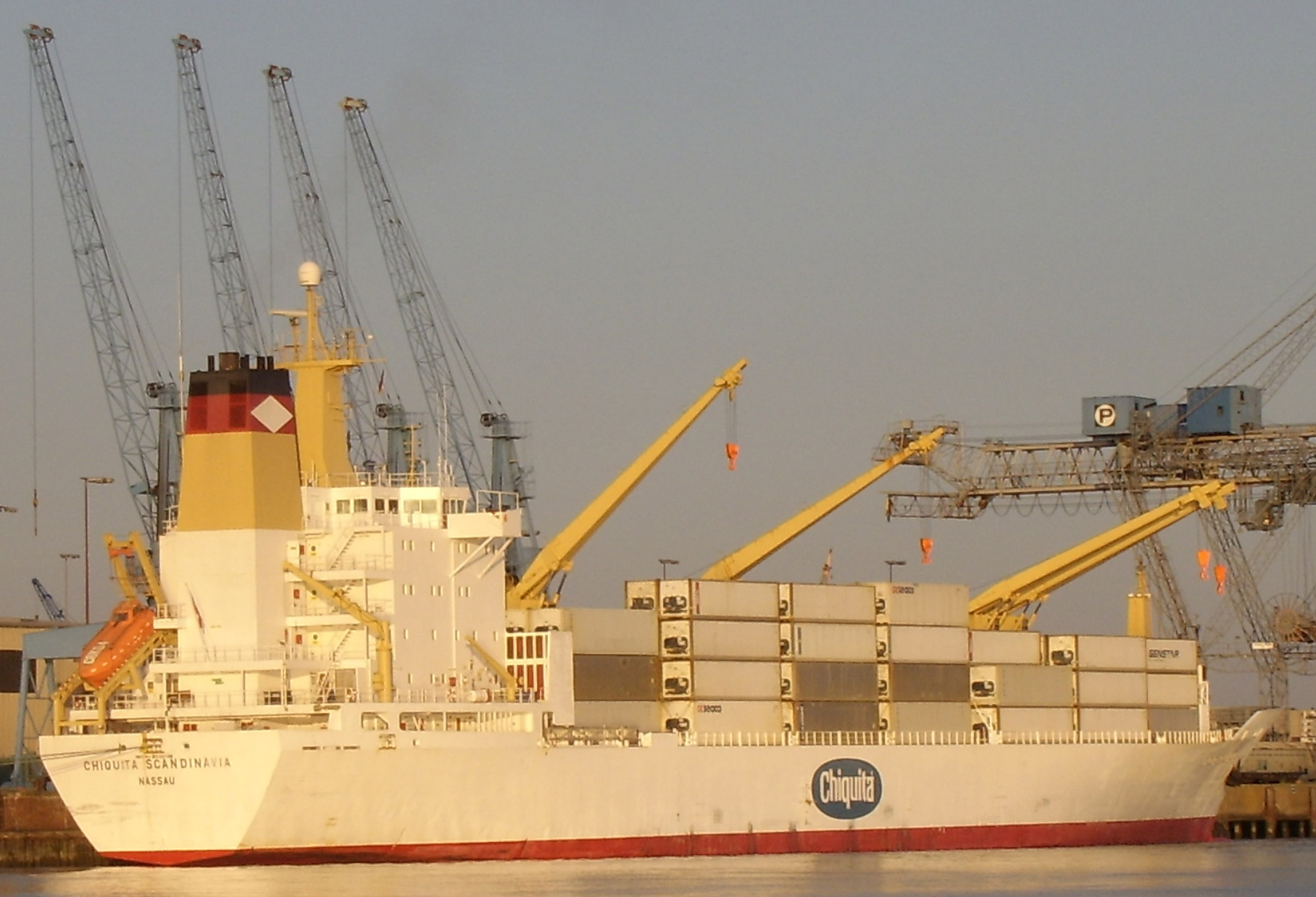
Die Chiquita Scandinavia beim Bananenumschlag in Bremerhaven

Das Unternehmen wurde am 30. März 1899 in Boston unter dem Namen United Fruit Company (UFC, auch UFCO) gegründet. Die Firma entstand aus dem Zusammenschluss der Firma Boston Fruit, gegründet von Lorenzo Dow Baker und Andrew W. Preston, und der von Minor C. Keith gegründeten Firma Tropical Trading and Transport Company. Preston hatte Eisenbahnen in Costa Rica gebaut und war darüber ins Früchtegeschäft eingestiegen. 1954 hatte die UFC einen Weltmarktanteil von 33 %.
Im Juni 1970 schloss sich die United Fruit Company mit der AMK Corporation zusammen und wurde zur United Brands Company. Im August 1984 übernahm Carl H. Lindner Jr. die Kontrolle über die Firma, die im folgenden Jahr ihren Sitz nach Cincinnati verlegte. 1984 erfolgte die Umbenennung in Chiquita Brands International, 1991 kaufte der Konzern Frutas Dominicanas auf und stieg somit in die Ananas-Produktion ein.
Um ihre weitreichenden Geschäftsfelder zu erweitern, wurde United Fruit ein Hauptentwickler der Radiotechnologie. Die Firma kooperierte später mit anderen Firmen, um die Radio Corporation of America zu gründen. Außerdem revolutionierte der Konzern die Handelsschifffahrt, indem er die Entwicklung von Kühlschiffen vorantrieb. Die klimatisierten Hapagschiffe der Prinzen-Klasse mit hervorragend ausgestatteten Passagiereinrichtungen für 100 Passagiere der 1. Klasse wurden das Vorbild der zwölf Schiffe der „5000 Ton Class“ (ebenfalls für 100 Passagiere) der United Fruit Company, die von Workman, Clark & Co ab 1908 in Belfast gebaut wurden. Weitere Schiffsserien mit der Kombination Bananen und Passagiere entstanden und Ende der 1930er Jahre verfügte die UFC über die größte private Schiffsflotte der Welt, genannt die Great White Fleet.

### Interventionen in Honduras seit 1910

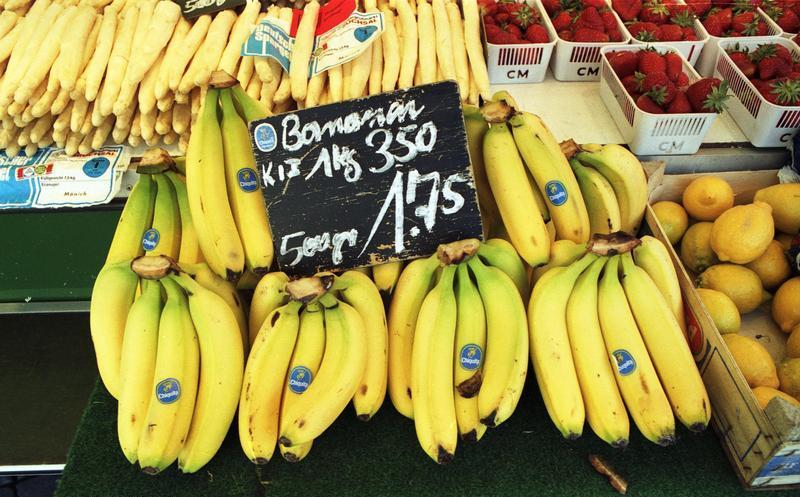
Chiquita-Bananen auf einem Marktstand in Bonn, 1988

1910 wurde ein Schiff mit angeheuerten Söldnern (die meisten waren ehemalige Sträflinge) von New Orleans nach Honduras geschickt, um den Präsidenten zu stürzen. Grund für die Aktion war, dass der Präsident sich geweigert hatte, United Fruit Steuererleichterung zu gewähren. Nach dem Putsch befreite Honduras die UFC für 25 Jahre von der Zahlung jeglicher Steuern. Allein von 1912 bis 1924 gab es in Honduras vier US-Interventionen.
1975 kam heraus, dass Eli Black, der Chef der damals in United Brands umbenannten Firma, vom Präsidenten von Honduras mit 2,5 Millionen Dollar Zollvorteile erkaufen wollte. Eli Black beging daraufhin Selbstmord.

### Massaker in Kolumbien 1928
Am 6. Dezember 1928 wurden zwischen 47 und bis zu 2000 streikende Arbeiter der Firma von Militärtruppen in Ciénaga (Kolumbien) ermordet. Die Arbeiter demonstrierten gegen die schlechten Arbeitsbedingungen. Dieses Ereignis ist als Masacre de las Bananeras ‚Bananenmassaker‘ in der Geschichte Kolumbiens bekannt.
Im Roman Hundert Jahre Einsamkeit beschreibt Gabriel García Márquez den unmenschlichen Einfluss der UFC in Kolumbien.
Pablo Neruda bearbeitet das Wirken der UFC in seinem Gedicht La United Fruit Co., das Teil des Gedichtzyklus Canto General ist. Dieses Gedicht findet auch Eingang in die partielle Vertonung des Canto durch Mikis Theodorakis.

### Putsch in Guatemala 1954
Die United Fruit Company (heute Chiquita) besitzt große Landflächen in Mittelamerika. Die wirtschaftlichen Interessen der Firma waren mehrfach Anlass für das politische Eingreifen der USA in Mittelamerika. Der Monroe-Doktrin folgend spielten die Interessen der UFC z. B. eine Rolle dafür, dass die US-Regierung 1954 einen Regierungssturz in Guatemala finanziell und logistisch unterstützte.
Bis 1985 befand sich der Hauptsitz der UFC in Guatemala. Der Konzern betrieb Plantagen, die Post, die Eisenbahn sowie den einzigen Karibikhafen. Diese Infrastruktur wurde fast ausschließlich für wirtschaftliche Zwecke benutzt, die Gebühren waren für die Zivilbevölkerung meist unbezahlbar. Der bis 1944 regierende Diktator Jorge Ubico gewährte der UFC zollfreie Importe auf Baumaterialien und geringe Ausfuhrzölle auf Bananen. 1944 wurde jedoch die Diktatur in Guatemala gestürzt und daraufhin Juan José Arévalo als neuer demokratischer Präsident gewählt, 1951 wurde Jacobo Arbenz sein Nachfolger. Die neue Regierung enteignete gegen eine Entschädigung etwa 530 km² Land von der UFC und verteilte es an Kleinbauern. Außerdem forderte sie bessere Arbeitsbedingungen, Mindestlöhne und Sozialleistungen. Die UFC protestierte daraufhin beim amerikanischen Außenministerium und forderte unter dem Vorwand, die neue Regierung sei kommunistisch, deren Sturz. Der damalige Außenminister der USA, John Foster Dulles (der früher als Anwalt bei UFC arbeitete), sowie sein Bruder Allen Dulles, Chef der CIA, leiteten dann am 16. Juni 1954 mittels einer Söldnertruppe von nur 400 Mann um den Exil-Guatemalteken Carlos Castillo Armas den Sturz der guatemaltekischen Regierung ein (Operation PBSUCCESS). Als Präsident Arbenz endgültig die Kontrolle über sein Land verlor, trat er am 27. Juni 1954 zurück und überließ Castillo Armas das Amt. Als eine der ersten Amtshandlungen gab er der UFC das enteignete Land zurück und strich sämtliche Arbeitnehmerschutzgesetze. Es folgte eine fast 40 Jahre andauernde, von der CIA unterstützte Militärdiktatur, die vermutlich über 100.000 Todesopfer forderte, von denen viele zu den sogenannten „Verschwundenen“ zählen.
Die Ereignisse um die Operation PBSUCCESS und die Beteiligung der United Fruit Company wurden in Deutschland frühzeitig literarisch verarbeitet: 1959 veröffentlichte Wolfgang Schreyer in Berlin-Ost Das grüne Ungeheuer (Fernsehverfilmung 1962), 1960 Karl Heinz Poppe in Reinbek Bananenkrieg. 2019 veröffentlichte Mario Vargas Llosa den Roman Harte Jahre, der die Einmischung der United Fruit in die guatemaltekische Politik thematisiert.

### Finanzielle Unterstützung paramilitärischer Gruppen in Kolumbien
In den 1990er und frühen 2000er Jahren reagierten Chiquita, Dole Food Company, Del Monte Foods, die Hyundai Motor Company und andere internationale Unternehmen auf die instabile politischen Situation in Kolumbien mit Zahlungen an paramilitärische Gruppen, um ihre Geschäftsgrundlagen abzusichern. Solche Gruppen fassten Unternehmen ins Visier, verlangten Schutzgeld und schreckten vor Entführungen und Morden nicht zurück. Als sich die Sicherheitslage in den ländlichen Gebieten immer weiter verschlechterte, wurde es immer schwieriger, die eigenen Mitarbeiter zu schützen. Chiquita entschied sich, Zahlungen zur Sicherung ihrer Mitarbeiter zu leisten. Die Zahlungen erfolgten von 1990 bis 1997 an die linke FARC und von 1997 bis 2004 an die rechte AUC. Die Gruppierungen sollten für den Schutz der Bananenplantagen in Urabá und Santa Maria sorgen.
2001 schuf das US-Justizministerium ein neues Anti-Terror-Gesetz, das Zahlungen von US-Unternehmen an ausländische Terrororganisationen verbot. Sowohl die FARC als auch die AUC standen zum damaligen Zeitpunkt auf der Liste von Terrororganisationen des State Department. Unter diesen neuen Umständen verletzten Chiquitas Zahlungen nun ein US-Gesetz und schufen ein moralisches und rechtliches Dilemma. Das Unternehmen hätte die Zahlungen einstellen und sich so gesetzeskonform verhalten können, hätte damit aber das Leben seiner Mitarbeiter in Gefahr gebracht. Chiquita entschied sich dagegen und bezahlte vorerst weiter. 2003 stellte sich das Unternehmen freiwillig dem US-Justizministerium und gab die Zahlungen – als einzige amerikanische Firma in Kolumbien – zu. Das Ministerium reichte folglich Klage gegen Chiquita ein und der Konzern erklärte sich dazu bereit, eine Strafe über 25 Millionen Dollar zu bezahlen, um das Verfahren abzuschließen.

### Jüngere Entwicklungen
Seit 1992 arbeitet das Unternehmen eng mit der Umweltschutzorganisation Rainforest Alliance zusammen und beteiligt sich aktiv am Zertifizierungsprogramm. So sind seit dem Jahr 2000 alle Farmen, die im Eigentum von Chiquita sind, den 200 Umwelt- und Sozialstandards der Rainforest Alliance gerecht geworden. 2005 traf dies zudem auf 93 % der unabhängigen lateinamerikanischen Farmen zu, die an die Chiquita liefern.

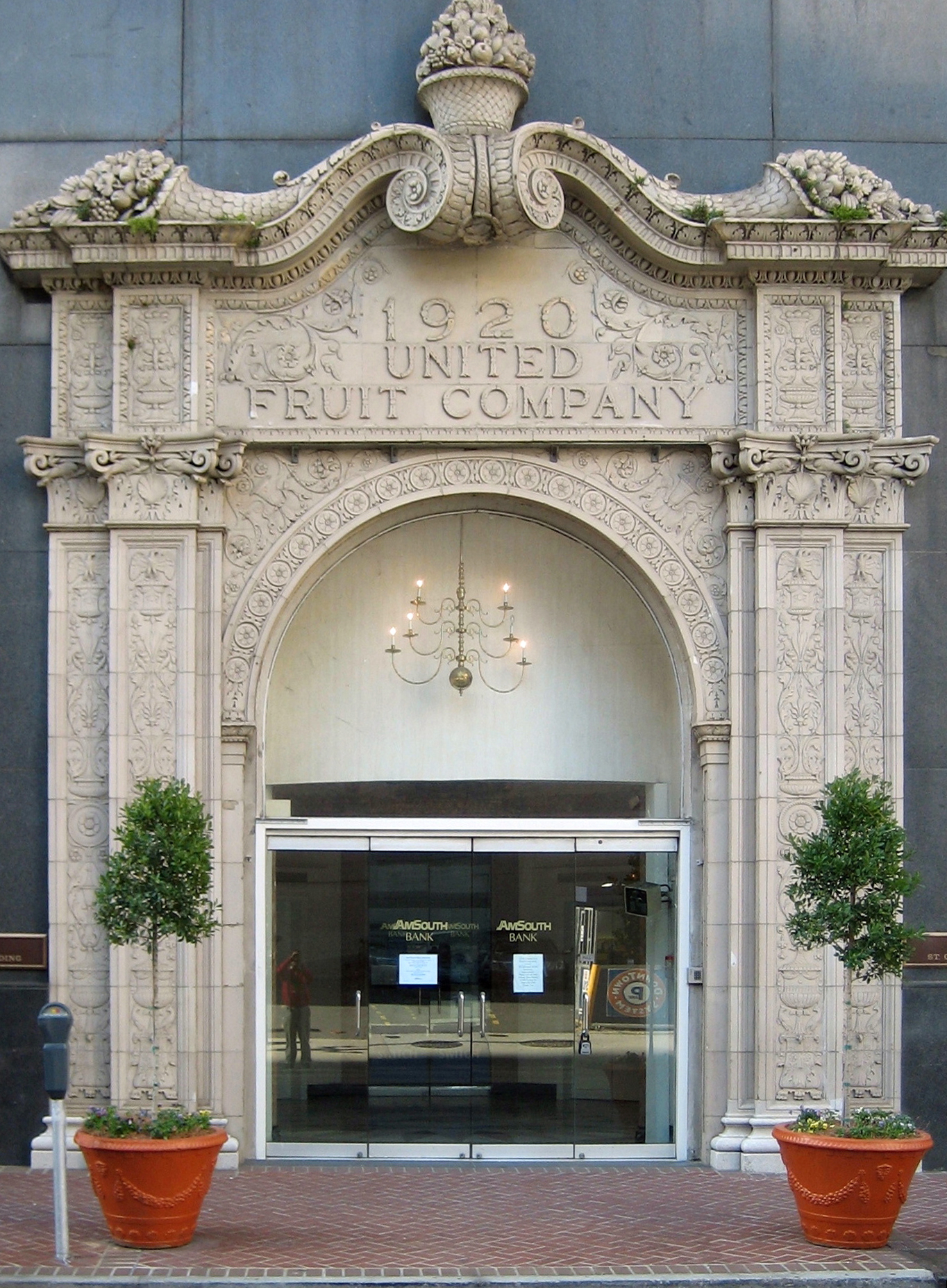
Haupteingang des alten United Fruit Building (1920) in der St. Charles Avenue, New Orleans, Louisiana

Am 10. März 2014 wurde bekannt, dass das Unternehmen eine Fusion mit dem irischen Konkurrenzunternehmen Fyffes plante. Von dieser Fusion, geplant durch Aktientausch, hätte sich das Unternehmen Steuervorteile durch eine Verlegung des Firmensitzes nach Irland erwarten können. Eine Aktionärsversammlung hat dieses laufende Vorhaben der Geschäftsführung zum 24. Oktober 2014 gestoppt, indem eine Mehrheit dafür stimmte, stattdessen mit dem brasilianischen Safthersteller Cutrale zu verhandeln. Dies vor dem Hintergrund, dass Washington gegen solche Steuerinversion erklärterweise vorgehen will und die Fairtrade Foundation in London den Preiskampf gegen die Produzenten beklagte. Im Januar 2015 hat die Cutrale-Safra Gruppe die Übernahme von Chiquita abgeschlossen.
Im Juni 2024 verurteilte eine Geschworenenjury des für den Süden des US-Bundesstaates Florida zuständigen erstinstanzlichen Bundesbezirksgerichts (United States District Court for the Southern District of Florida) in West Palm Beach das Unternehmen in einem Zivilverfahren einstimmig zur Zahlung von 38,3 Millionen US-Dollar Schadenersatz an die Familien von acht kolumbianischen Männern, die von der AUC getötet worden waren. Die Jury sah es als erwiesen an, dass Chiquita die Paramilitärs finanziell unterstützt hatte, und wies die Behauptung des Unternehmens, es habe sich um „Schutzgelder“ gehandelt, als unglaubwürdig zurück. Das Urteil ist nicht rechtskräftig; Chiquita hat angekündigt, Rechtsmittel einzulegen.
Im April 2025 schlossen sich die tausenden Plantagenarbeiter von Chiquita in Panama einem Aufruf von Gewerkschaften zum Generalstreik gegen eine vom Parlament beschlossene Sozialreform an. Dies war der Auslöser für weitere Massenproteste im ganzen Land. Der monatelange Streik wurde von einem Arbeitsgericht als illegal bezeichnet. Die panamaische Tochtergesellschaft von Chiquita entließ sämtliche Arbeiter und kündigte an, aufgrund der wirtschaftlichen Schäden durch den Streik ihre Geschäftstätigkeit in Panama einzustellen. Nachdem das Parlament ein Gesetz zum Erhalt der Sozialstandards speziell für die Bananenarbeiter beschlossen hatte, beendeten diese im Juni den Streik. Vier Tage nach der Einigung wurde der Anführer der Bananenarbeitergewerkschaft Sitraibana verhaftet. Da die Proteste und Blockaden im Land das Alltagsleben weiterhin massiv beeinträchtigten und teils gewalttätig eskalierten (Demonstranten plünderten Einrichtungen von Chiquita sowie des Flughafens der Stadt Changuinola, ein Baseball-Stadion wurde teilweise in Brand gesteckt), verhängte die Regierung im Juni einen befristeten Ausnahmezustand in der Provinz Bocas del Toro.

## Heutiger Einfluss
Die Plantagen des Konzerns befinden sich heute noch hauptsächlich in Costa Rica, Guatemala, Honduras sowie Panama und teilweise noch Kolumbien. In all diesen Ländern gehören Bananen zu den wichtigsten Exportgütern, wodurch Chiquita Druck auf die jeweiligen Regierungen ausüben kann, da ein Rückzug in diesen Ländern zu einem wirtschaftlichen Fiasko führen würde.

### Chiquita und IUF / Colsiba
2001 hat das Unternehmen mit der International Union of Food, Agricultural, Hotel, Restaurant, Catering, Tobacco and Allied Workers Associations (IUF) sowie COLSIBA, der Koordinationsstelle lateinamerikanischer Bananen-Gewerkschaften, ein so genanntes „International Framework Agreement“ (IFA) unterzeichnet. Das Abkommen regelt die Vereinigungsfreiheit sowie Mindestanforderungen an Arbeits- und Anstellungsbedingungen in lateinamerikanischen Bananenbetrieben. Die Anwendung der Regelungen wird durch einen Überprüfungsausschuss kontrolliert. 2013 unterzeichneten IUF, COLSIBA und Chiquita zum Abkommen einen Appendix zur Null-Toleranz sexueller Belästigung in Chiquita-Betrieben.

### Chiquita und Rainforest Alliance
Seit 1992 arbeitet Chiquita nach dem nachhaltigen Landwirtschaftsansatz der Rainforest Alliance. Er beinhaltet die Sozial- und Umweltschutzrichtlinien des Sustainable Agriculture Networks (SAN), jährliche Audits durch unabhängige Experten sowie die Rainforest-Alliance-Zertifizierung von Farmen, die die Anforderungen erfüllen. Im Jahresbericht 1996 kündigte Chiquita an, bis 1999 alle lateinamerikanischen Farmen nach Rainforest-Alliance-Standards zu zertifizieren (“to the completion of the certification program in all of its Latin American operations by 1999”). 2012 gab das Unternehmen in seinem CSR-Bericht bekannt, alle firmeneigenen Plantagen sowie über 200 Zuliefererbetriebe seien Rainforest-Alliance-zertifiziert. Dies entspreche einer Fläche von mehr als 40.000 Hektar Land.

### SA8000
Im Jahr 2000 übernahm Chiquita den SA8000 und integrierte die Arbeitsrechtsregelung in den überarbeiteten firmeneigenen Code of Conduct. Der von der Organisation Social Accountability International entwickelte Standard basiert nach eigenen Aussagen auf der UN-Menschenrechtsdeklaration, den Konventionen der Internationalen Arbeitsorganisation (ILO) und auf nationaler sowie UN-Rechtsprechung. Wer den SA8000 Standard anwendet, verpflichtet sich, durch Richtlinien und Verfahren die Achtung der Rechte der Mitarbeiter sicherzustellen. Seit 2004 sind alle Chiquita-eigenen Plantagen SA8000-zertifiziert und werden jährlich durch externe Sachverständige überprüft.

## Logo
1944 wurde das Unternehmenslogo mit „Miss Chiquita“ von Dik Browne, dem Zeichner des Comics Hägar der Schreckliche, entworfen.

## Kritik
Die Autoren des Standardwerkes Schwarzbuch Markenfirmen werfen dem Konzern „Ausbeutung in Bananenplantagen, Kinderarbeit, sexuelle Belästigung, Einsatz von gefährlichen Pflanzengiften“ vor. Es gibt Vorwürfe bezüglich verschmutzten Trinkwassers, fehlenden Arbeitsschutzes und sexuellen Missbrauchs. Wegen der Pestizide und des mangelnden Schutzes kam es Ende der 1990er zu tödlichen Vergiftungen.
Nach wie vor werden gewerkschaftlich organisierte Arbeiter benachteiligt und vor allem der massive Pestizideinsatz gerät immer wieder in die Kritik. 1992 erregte der Konzern die Aufmerksamkeit von Umweltschützern, als er in Costa Rica mehrere Waldflächen aufkaufte, rodete und in Plantagen umwandelte.
Ab 1992 versuchte Chiquita mit viel Öffentlichkeitsarbeit den schlechten Ruf, vor allem wegen des Pestizideinsatzes, loszuwerden. Verhandlungen mit Umweltorganisationen sowie Gewerkschaften gestalten sich jedoch schwierig und langsam.
Der politische Einfluss ist nach wie vor vorhanden, so überwies das Unternehmen beispielsweise 1998, als sich USA und EU um Themen rund um den internationalen Bananenhandel stritten (siehe Bananenkrieg), 1,4 Millionen Dollar als Parteispenden nach Washington.
Gegen Medienberichte über Missstände im Unternehmen geht Chiquita teils sehr aggressiv vor. Dies zeigte sich besonders deutlich, als im Mai 1998 die Zeitung The Cincinnati Enquirer die umfangreiche Reportage des investigativen Journalisten Michael Gallagher veröffentlichte, in der dem Konzern unter anderem ausbeuterische Praktiken auf seinen lateinamerikanischen Plantagen, bewusste Inkaufnahme von Umweltzerstörungen und die Tolerierung von Kokainschmuggel bei Warentransporten vorgeworfen wurde. Als sich herausstellte, dass Gallagher einen Teil seiner Informationen über Aufzeichnungen aus dem Voicemail-Systems des Unternehmens illegal erhalten hatte, setzte Chiquita die Zeitung mit rechtlichen Schritten unter massiven Druck. Der Cincinnati Enquirer musste Schadensersatzzahlungen in Höhe von mindestens 10 Millionen US-Dollar an Chiquita leisten und eine Entschuldigung auf der Titelseite veröffentlichen. Gallagher wurde gefeuert und von Chiquita mit Klagen überzogen. Obwohl das Unternehmen alle in Gallaghers Reportage erhobenen Vorwürfe zurückwies, hat es diese jedoch inhaltlich zu keiner Zeit juristisch angefochten.
Anfang des Jahrtausends tauchte das Unternehmen in den Medien im Zusammenhang mit dem sogenannten Greenwashing auf, einer PR-Methode, die den unverantwortlichen Umgang mit Mitarbeitern und Ressourcen kaschieren soll. Das Unternehmen ist wegen seiner Mitarbeiter- und Umweltpolitik bereits mehrfach in die Kritik geraten. Zudem wurde in den USA eine Sammelklage wegen Unterstützung kolumbianischer Paramilitärs eingebracht.

## Filme
- Über Bananen und Republiken. 53-minütige Fernsehdokumentation von Mathilde Damoisel für Arte (Frankreich 2017)
- Warum du keine Chiquita-Bananen kaufen solltest. 9-minütige Dokumentation von Simplicissimus